# Elecciones federales de Australia de 1975
El sábado 13 de diciembre de 1975 se celebraron elecciones federales en Australia, en las que se renovaron la Cámara de Representantes y el Senado, tras la crisis constitucional de 1975.

## Resultados

### Cámara de Representantes
|  | Partido                       | Votos     | %     | +/-   | Escaños | +/- |
|  | Partido Laborista Australiano | 3.313.004 | 42.84 | −6.46 | 36      | −30 |
|  | Partido Liberal de Australia  | 3.232.159 | 41.80 | +6.85 | 68      | +28 |
|  | Partido Nacional del Campo    | 869.919   | 11.25 | +1.29 | 23      | +2  |
|  | Democratic Labor Party        | 101.750   | 1.32  | −0.10 | 0       | 0   |
|  | Australia Party               | 33.630    | 0.43  | −1.89 | 0       | 0   |
|  | Otros                         | 182.116   | 2.36  |       | 0       | 0   |
|  | Total                         | 7.732.578 |       |       | 127     |     |
|  | Coalición Liberal- Nacional   |           | 55.70 | +7.40 | 91      | +30 |
|  | Partido Laborista Australiano |           | 44.30 | −7.40 | 36      | −30 |

### Senado
|  | Partido                        | Votos     | %     | +/-   | Escaños ganados | Escaños totales |
|  | Partido Laborista Australiano  | 2.931.310 | 40.91 | −6.38 | 27              | 27              |
|  | Liberal/Nacional (Lista Única) | 2.855.721 | 39.86 | +5.09 | 17              |                 |
|  | Partido Liberal de Australia   | 793.772   | 11.08 | +3.26 | 16              | 26              |
|  | Democratic Labor Party         | 191.049   | 2.67  | −0.89 | 0               | 0               |
|  | Liberal Movement               | 76.426    | 1.07  | +0.11 | 1               | 1               |
|  | Partido Nacional del Campo     | 38.366    | 0.54  | −0.76 | 1               | 8               |
|  | Country Liberal Party          | 15.519    | 0.22  | −0.01 | 1               | 1               |
|  | Independientes                 | 114.310   | 1.60  | −0.24 | 1               | 1               |
|  | Otros                          | 148.240   | 2.07  |       | 0               | 0               |
|  | Total                          | 7.164.713 |       |       | 64              | 64              |

- Datos: Q609541